# 敘利亞-瑪拉巴禮天主教薩格爾教區
敘利亞-瑪拉巴禮天主教薩格爾教區 （拉丁語：Eparchia Sagarensis）是東儀天主教的一個教區（敘利亞－瑪拉巴禮），包括印度中央邦中部四縣，受天主教博帕爾總教區管轄。
1968年7月29日建立代牧區。1977年2月26日升為教區。2010年有教友7,150名，佔轄區總人口百分之0.1。由132名司鐸名管理四十個堂區。現任教區主教為安多尼·奇拉雅特。